# Ceccola
Die Ceccola ist eine Sackpfeife in Italien.

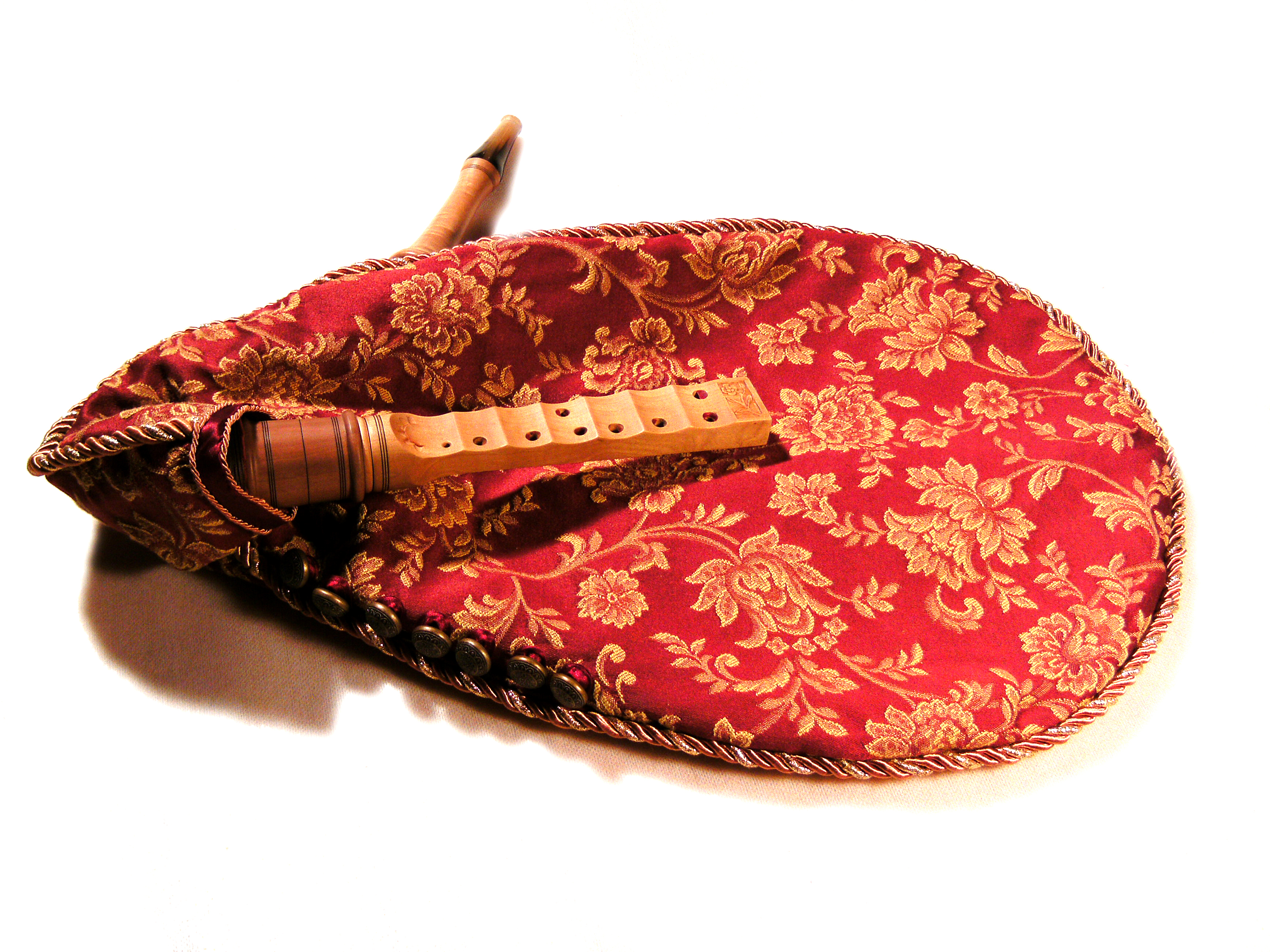
Ceccola

## Geschichte

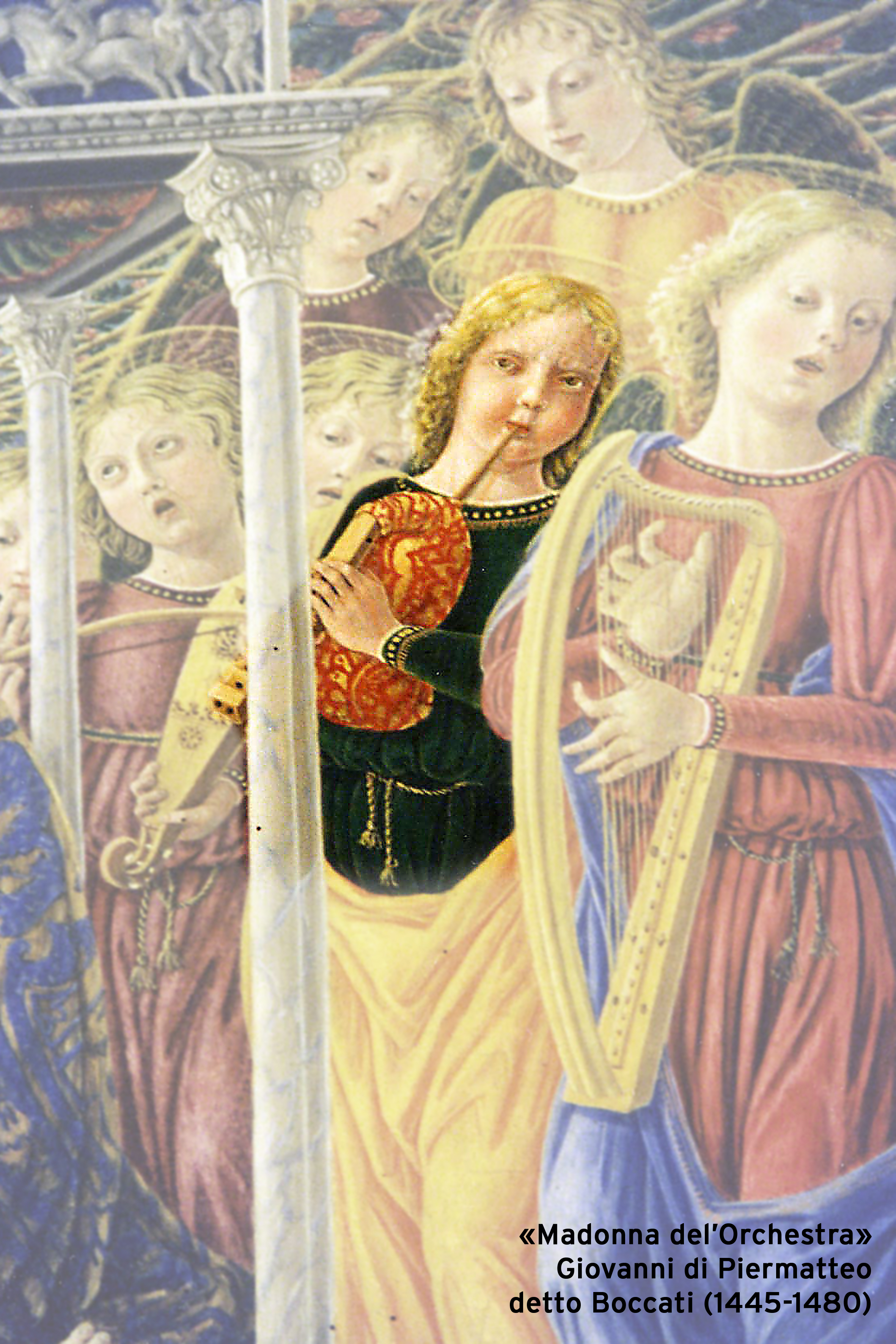
Detail – Madonna dell’orchestra - Boccati

Der italienische Autor Simone de’ Prodenzani (ca. 1351–1438) erwähnt in seinem Werk Il Saporetto, einer Sammlung von Sonetten, eine Reihe von Musikinstrumenten, die seine Figur Sollazzo spielt. Im 31. Sonett ist die Rede von Sackpfeifen. In einem der erhaltenen Manuskripte, das in der vatikanischen Bibliothek aufgefunden wurde, spricht er von „la ciechola“, einem Instrument, mit dem Sollazzo verschiedene Werke vorträgt, deren Titel dann folgen. Ein anderes Manuskript desselben Werks hat an dieser Stelle „la sapognia“, die Zampogna, so dass das Instrument den Sackpfeifen zugeordnet werden kann. Diese Erwähnung war namengebend für die Rekonstruktion der Ceccola.
Auf dem Gemälde La Madonna dell’orchestra von Giovanni di Pier Matteo, genannt Boccati (1410–1486), spielt ein Orchester von Engeln auf zeitgenössischen Musikinstrumenten. Hier ist auch eine Sackpfeife zu sehen. Diese bildliche Darstellung war Ausgangspunkt für die Rekonstruktion der Ceccola.

## Rekonstruktion
Im Jahr 2008 rekonstruierten Walter Rizzo und Peter Rabanser im Auftrag für eine CD-Produktion eine Ceccola. Technisch gesehen handelt es sich dabei um einen Dudelsack mit Aufschlagzungen, bestehend aus einem Sack, einem Anblasrohr und einer Spielpfeife aus einem einzigen Stück Holz mit zwei Längsbohrungen. Dies ist eine Praxis, die ihre Wurzeln im östlichen Mittelmeerraum und im Nahen Osten hat, wo es noch heute zahlreiche Instrumente dieser Bauart gibt, u. a. Tulum (Türkei), Duda (Weißrussland, Ukraine, Ungarn), Ney anban (Iran), Tsambouna (Griechenland), Mih, Diple (Dalmatien). In Westeuropa gibt es bis heute lediglich zwei Instrumente dieser Bauart, nämlich in der Gascogne die Boha und im Baskenland die Alboka.

## Ceccola polifonica

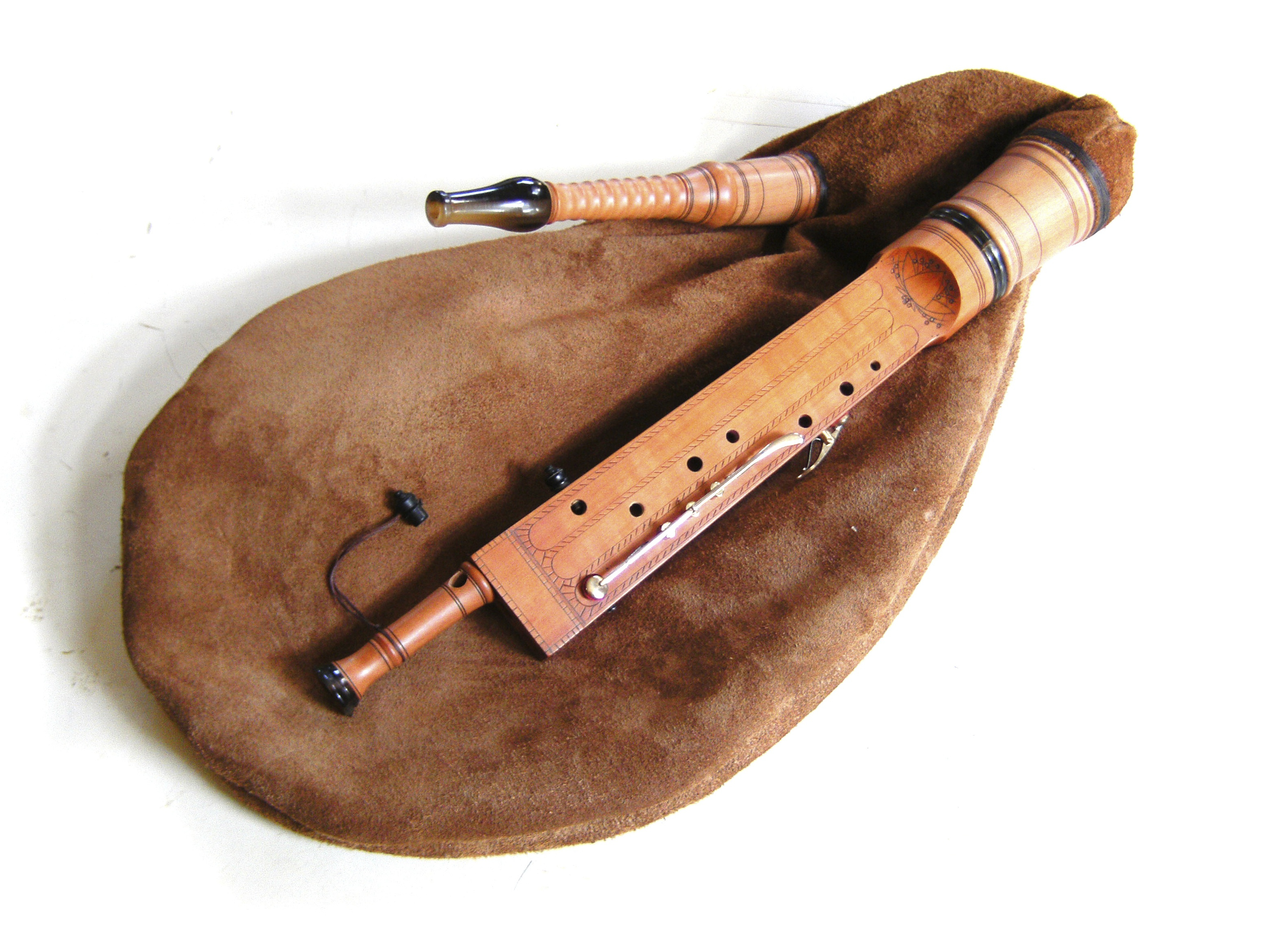
Ceccola polifonica in D (Re) W. Rizzo, P. Rabanser 2012

Kurz darauf entstand auf dieser Basis ein Instrument, das den Namen ceccola polifonica erhielt. Es ist ebenfalls aus einem einzigen Stück Holz gefertigt, hat aber drei Längsbohrungen, auf denen sich die Töne einer None verteilen. Dies macht es möglich, ähnlich der barocken Sordellina oder der Zampogna, in Dreiklängen zu spielen, die erste (hohe) Stimme mit der linken Hand, die zweite (mittlere) mit der rechten, und den „Bass“, der sich auf zwei Töne beschränkt, mit dem kleinen Finger der rechten Hand.